# 我們耶穌的身體

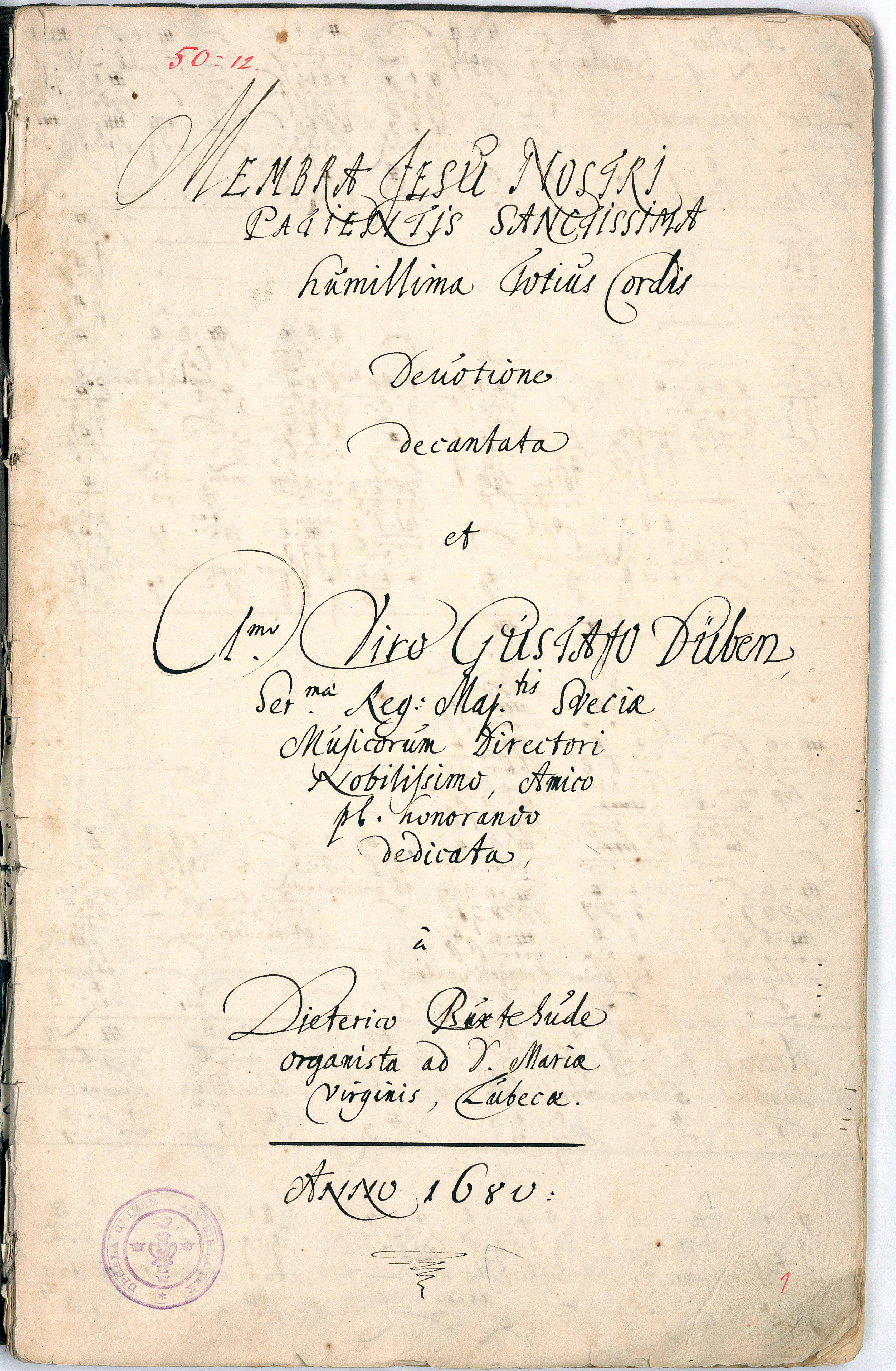
Title page of Membra Jesu Nostri

《我們耶穌的身體》 (English: The Limbs of our Jesus,Membra Jesu Nostri), BuxWV 75, 是七首清唱劇,作曲者為布克斯泰烏德在1680譜寫而成並獻給當時的瑞典宮廷音樂長古斯塔夫·杜班. 拉丁文全名 Membra Jesu nostri patientis sanctissima意為"我們受苦難的耶穌最神聖的肢體". 此作也因為是第一齣路德教清唱劇而聞名. 歌詞內容節錄自中世紀讚美詩Salve mundi salutare –此讚美詩也被稱為Rhythmica oratio- 此詩本被認定是由聖伯爾納鐸所做,但之後被視為極有可能是中世紀詩人勒芬的阿努爾夫的作品(卒於1250年). 樂曲總共被分為七首,每首都代表耶穌被釘在十字架上的身體部位:足部,膝,手,肩,胸,心與頭.